# Raymond Hecht
Raymond Hecht (Gardelegen, 11 novembre 1968) è un ex giavellottista tedesco.

## Palmarès

### Europei
- 1 medaglia:
  - 1 bronzo (Budapest 1998)

### Europei under 20
- 1 medaglia:
  - 1 bronzo (Birmingham 1987)

## Altre competizioni internazionali
1994
- Coppa Europa di atletica leggera ( Birmingham)

1995
- Coppa Europa di atletica leggera ( Villeneuve d'Ascq)

1996
- Coppa Europa di atletica leggera ( Madrid)

1999
- Coppa Europa di atletica leggera ( Parigi)